# Stopplaats IJweg
Stopplaats IJweg (telegrafische code: ijw) is een voormalige stopplaats aan de Nederlandse spoorlijn Aalsmeer - Haarlem, destijds aangelegd en geëxploiteerd door de Hollandsche Electrische-Spoorweg-Maatschappij (HESM) als onderdeel van de Haarlemmermeerspoorlijnen. De stopplaats lag ten noordwesten van Hoofddorp in de Haarlemmermeerpolder, ter hoogte van de kruisende IJweg. Aan de spoorlijn werd de stopplaats voorafgegaan door station Hoofddorp en gevolgd door station Vijfhuizen. Stopplaats IJweg werd geopend op 2 augustus 1912 en gesloten op 22 mei 1935. 
Bij de stopplaats waren een houten abri en later twee wachterswoningen aanwezig. De witte dubbele wachterswoning (nummer 8) staat er nog, wachterswoning 9 aan de westzijde van de IJweg is in 2002 afgebroken.